# Eva Österberg (operasångerska)
Eva Maria Österberg, född 11 februari 1964 i Göteborg, är en svensk operasångerska (sopran) och skådespelare.
Österberg gick 1982–1985 på musikhögskolan i Göteborg och under åren 1985–1988 musikdramatisk linje vid Teater- och Operahögskolan.
Hon debuterade som Gilda i Rigoletto 1987 och gjorde rollen som Lambda Ingmar Bergmans Backanterna på Kungliga operan 1993 och medverkade vid Drottningholms slottsteaters uppförande av Orfeus och Eurydike av Gluck 1996.
Östberg har även medverkat vid produktioner av Folkoperan, Göteborgsoperan, Norrlandsoperan och Riksteatern, samt gjort ett antal roller i tv- och filmproduktioner.

## Filmografi (urval)
- 1990 – Kronbruden (tv-teater)
- 1993 – Backanterna (tv-teater)
- 1997 – Som om ... tiden stått still
- 2002 – Mitt namn var Sabina Spielrein